# Serra de Macaé
A Serra de Macaé é um conjunto de distritos do município fluminense, que também é conhecida por Região Serrana, ou simplesmente Serra.

## Distritos
Areia Branca, Córrego D'Antas, Bicuda Grande, Bicuda Pequena, Cachoeiros de Macaé, Serra da Cruz (Glicério), Glicério, Óleo (Glicério), Duas Barras (Glicério), Córrego do Ouro, Frade, Trapiche, Sana, Crubixais (Glicério), Estrela (Glicério), Serro Frio (Cachoeiras de Macaé).
- O Frade é o 5.º Distrito de Macaé. Possui lindos rios, e uma mata muito extensa.
- O distrito de Glicério é o principal distrito da Serra Macaense e sedia eventos de canoagem, podendo até sediar as Olimpíadas do Rio de Janeiro, tendo em vista ser o melhor circuito do Brasil, possui também restaurantes de ótima qualidade, cachoeiras e também é famoso pelo seu carnaval e sua festa no mês de junho, além de um chuveirão histórico e dos voos das andorinhas ao cair de noite.
- O Arraial do Sana, (ou Sana) é um dos mais conhecidos distritos. Está localizado a 165 km do Rio de Janeiro (capital). É visitado por pessoas de várias partes do estado devido às suas belas cachoeiras e mata atlântica. Lugar onde está localizado o Peito do Pombo, que vista de determinados ângulos, se assemelha à figura de um pombo pousado sobre a pedra, possui 1.120 m de altitude.
- Em Glicério está localizado o Pico do Frade, muitos pensam estar localizado no frade por causa do nome do pico, mas não, ele se localiza no distrito de Glicério, junto com Crubixás, que possui 1.429 m de altura. É o ponto mais alto do município de Macaé. Pode ser visto de vários pontos da cidade, dos distritos, da BR-101 e até mesmo em municípios vizinhos.
- Córrego do Ouro é o maior em população e o mais urbanizado dos distritos. Sua festa em homenagem à Nossa Senhora das Neves, em Agosto,é geralmente embalada por bandas de forró e também atrai muitos turistas. Os alunos dos C. M. Pedro Adami e E. T. M. Natálio Salvador Antunes, nem frequentam (quase todos) as aulas na primeira semana de agosto, por causa da Festa. Muitos esportes radicais.

## Evento
A Região Serrana atrai diversos turistas da cidade de Macaé, e até de municípios vizinhos, devido a grande beleza natural de seus distritos.
De maio até novembro são realizadas festas na maioria deles. Uma das mais famosas é a Festa Maína do Frade, que atrai 6 mil pessoas a cada ano.